# Mauvezin (Gers)
Mauvezin é uma comuna francesa na região administrativa de Occitânia, no departamento de Gers. Estende-se por uma área de 32,18 km². Em 2010 a comuna tinha 2 247 habitantes (densidade: 69,8 hab./km²).